# يرقان
اليرقان (بالإنجليزية: Jaundice)، المعروف أيضًا بالصفار، أو الاصفرار، هو تصبغ مصفر أو مخضر للجلد وبياض العين بسبب ارتفاع مستويات البيليروبين. اليرقان عند البالغين هو عادة علامة تشير إلى وجود أمراض كامنة تنطوي على استقلاب الهيم غير الطبيعي، ضعف الكبد أو انسداد القناة الصفراوية. انتشار اليرقان لدى البالغين أمر نادر الحدوث، في حين أن اليرقان عند الأطفال شائع، حيث يتأثر ما يقدر بنحو 80٪ خلال الأسبوع الأول من حياتهم. الأعراض الأكثر شيوعا المرتبطة باليرقان هي الحكة، البراز الشاحب، والبول الداكن.
المستويات الطبيعية من البيليروبين في الدم أقل من 1.0 ملغ/ديسيلتر (17 ميكرومول/لتر)، في حين أن المستويات التي تزيد عن 2-3 ملغ/ديسيلتر (34-51 ميكرومول/لتر) تؤدي عادة إلى اليرقان. ينقسم البيليروبين المرتفع في الدم إلى نوعين - البيليروبين غير المترافق والمترافق.
تختلف أسباب اليرقان من حميد نسبيا إلى قاتل. قد يكون ارتفاع البيليروبين غير المترافق بسبب زيادة انهيار خلايا الدم الحمراء، الكدمات الكبيرة، الحالات الوراثية مثل متلازمة جيلبرت، عدم تناول الطعام لفترة طويلة من الزمن، اليرقان الوليدي، أو مشاكل الغدة الدرقية. قد يكون البيليروبين المترافق المرتفع بسبب أمراض الكبد مثل تليف الكبد، التهاب الكبد، العدوى، الأدوية أو انسداد القناة الصفراوية، بسبب عوامل تشمل حصوات المرارة، السرطان، أو التهاب البنكرياس. يمكن أن تسبب الحالات الأخرى أيضا بشرة صفراء، ولكنها ليست اليرقان، بما في ذلك كاروتين الدم، والتي يمكن أن تتطور من تناول كميات كبيرة من الأطعمة التي تحتوي على الكاروتين — أو أدوية مثل ريفامبين.
عادة ما يحدَد علاج اليرقان حسب السبب الأساسي. في حالة وجود انسداد في القناة الصفراوية، عادة ما تكون الجراحة مطلوبة؛ وإلا فإن الإدارة طبية. قد تتضمن الإدارة الطبية علاج الأسباب المعدية ووقف الأدوية التي يمكن أن تساهم في حدوث اليرقان. يمكن علاج اليرقان عند الأطفال حديثي الولادة بالعلاج بالضوء أو تبادل نقل الدم اعتمادًا على العمر والولادة المبكرة عندما يكون البيليروبين أكبر من 4-21 ملغ/ديسيلتر (68-360 ميكرومول/لتر).

## العلامات والأعراض
العلامة الرئيسية لليرقان هي تبدل لون المنطقة البيضاء في العين (الصلبة) والجلد إلى اللون الأصفر، وتبدل لون البول ليُصبح داكنًا. أفضل طريقة لتحديد الارتفاع الطفيف في مستوى البيليروبين في مصل الدم هي فحص الصلبتين، لأن الصلبة تملك ألفة خاصة للبيليروبين بسبب محتواها المرتفع من بروتين الإيلاستين. يقترح وجود اصفرار الصلبة أن مستويات البيليروبين في مصل الدم تعادل 3 ميليجرام/ديسيلتر على الأقل. ملتحمتا العينين هما من أول الأنسجة التي يتغير لونها نتيجة ارتفاع مستويات البيليروبين في اليرقان.

## الفيزيولوجيا الطبيعية
عند نهاية مدى عمر خلايا الدم الحمراء الذي يعادل تقريباً 120 يوماً أو عندما تتضرر هذه الخلايا، تصبح أغشيتها هشة وسهلة التمزق. وعندما تمر كل خلية في النظام الشبكي البطاني، تتمزق أغشيتها الهشة. وتنطلق محتويات الخلية، ومنها اليحمور، في الدم. ويُبلعم اليحمور بالبلاعم، وينشطر إلى قسميه الهيم والغلوبين. ويتحلل القسم الغلوبيني - وهو آحين - إلى أحماض أمينية ولا يلعب أي دور في الإصابة باليرقان. ويخوض جزيء الهيم في تفاعلين:
1. تفاعل أكسدة: يحفزه إنزيم صُغْروري - الهيم أوكسيجيناز - وينتج عنه البيليفيردين (صبغة خضراء) وحديد وأول أكسيد الكربون.
2. تفاعل اختزال: اختزال البيليفيردين إلى بيليروبين وهو صبغة صفراء رباعية البيرول. ويقوم بعملية الاختزال إنزيم بيليفيردين ريديكتاز.

وهذا البييلروبين الناتج هو بيليروبين لا مقترن أو حر أو غير مباشر.
ويُنتج حوالي 4 مجم بيليروبين/كجم يومياً. تأتي معظم هذه الكمية من تكسر الهيم. وتأتي الكمية المتبقية من مصادر أخرى للهيم منها تكون الكريات الحمر الغير فعال، وتكسر البروتينات الأخرى المحتوية على الهيم مثل ميوغلوبين العضلات والسيتوكرومات.

### في الكبد
ينتقل البيليروبين اللا مقترن إلى الكبد في مجرى الدم مرتبطاً ببروتين الألبيومين لأن البيليروبين اللا مقترن لا يذوب في الماء. ويقترن البيليروبين اللا مقترن بالحمض الغلوكورونيدي عند دخوله الكبد ويتكون ثنائي غلوكورنيد البيليروين ويصبح بيليروين مقترن الذي يذوب في الماء. ويحفز هذا التفاعل إنزيم ثنائي فوسفات اليوريدين-غلوكورينيد ترانسسفيراز.
ويُفرغ البيليروبين المقترن المتكون في الكبد إلى القنوات الصفراوية والمرارية كجزء من الصفراء. وتحول بكتيريا الأمعاء البيليروبين إلى يروبيلينوغين. ويسلك اليروبيلينوغين مسلكين:
1. غالبية اليروبيلينوغين تتحول إلى ستيركوبيلينوغين، الذي يتأكسد إلى ستيركوبيلين. يخرج الستيركوبيلين مع البراز.
2. قلة من اليروبيلينوغين يُعاد امتصاصها من خلايا الأمعاء وتنقل عبر الدم إلى الكليتين، ثم تخرج في البول في الصورة المؤكسدة يروبيلين.

ويعطي كل من الستيركوبيلين (الذي يخرج مع البراز) اللون الغامق للبراز، واليروبيلين (الذي يخرج مع البول) اللون الفاتح للبول.

## الأسباب
عندما تتعارض العملية المرضية أو الخلل مع الأداء الطبيعي للأيض وإفراز البيلوروبين، اليرقان قد يكون النتيجة. اليرقان تم تصنيفه إلى ثلاث فئات، اعتمادا على أي جزء من الوظائف الطبيعية سيؤثر عليه الخلل . هذه الفئات الثلاث هي :
- قبل كبدي : الخلل الذي يحدث قبل الكبد
- كبدي : الخلل داخل الكبد
- بعد كبدي : الخلل يحدث بعد اقتران البيلوروبين في الكبد

تنقسم أسباب اليرقان عادة إلى ثلاث أقسام :
1- أسباب قبل كبدية
2- أسباب كبدية
3- أسباب ما بعد كبدية

## الأسباب قبل كبدية
هنا يحدث اليرقان نتيجة لأي من الأسباب التي تؤدي لزياده تكسير كريات الدم الحمراء عن معدلها الطبيعي(hemolysis)مثل :
- في حالات عدوى الملاريا
- في بعض الأمراض الجينية:مثل انيميا الخلايا المنجلية..انيميا الفول
- بعض امراض الكلى

## الأسباب الكبدية
مشاكل اما بالخلية الكبدية(hepatocyte)أو بالاقنية داخل الكبدية
أما ما يتعلق بالخلية الكبدية فيوجد أسباب حادة مثل التهاب الكبد الفيروسي وخصوصا b، c أو أسباب مزمنة منها تشمع الكبد وفرط تناول الكحول والتهاب الكبد المزمن (حالة نشيطة).
أما ما يتعلق بالاقنية داخل الكبدية فأسبابها هي جميع الحالات المؤدية إلى انضغاط الأقنية أو انسدادها مثل كيسة ضاغطة داخل الكبد أو أحد أختلاطاتها كأنفتاحها وا نسداد الأقنية بالكيسات البنات.

## الأسباب ما بعد الكبدية
ناجمة عن انسداد الأقنية خارج الكبد مثل الحصيات الصفراوية وهنا يرتفع البيلوروبين على حساب المباشر.

## المضاعفات
مضاعفات اليرقان تشمل تعفن الدم خاصة الأقنية الصفراوية، تشمع صفراوي، التهاب البنكرياس، أمراض تجلّط الدم، الفشل الكبدي والكلوي. المضاعفات الأخرى تتعلّق بالمرض وبالإجراءات المستخدمة في تشخيص ومعالجة الأمراض الفردية.